# Johann Wilckens (Politiker)
 Johann Hinrich Wilckens (* 27. April 1906 in Bergedorf (Worpswede), Landkreis Osterholz; † 7. Februar 1957) war ein Straßenbahner und Bremer Politiker (Sozialistische Reichspartei, SRP) und Mitglied der Bremischen Bürgerschaft.

## Biografie
Nach Schulbesuch und Ausbildung war Wilckens bei der Bremer Straßenbahn tätig.
Im September 1931 trat er in die NSDAP ein, von September 1931 bis 1935 SA-Reserve, bis Oktober 1932 Rottenführer.
Wilckens war von 1938 bis 1945 Mitglied in der Nationalsozialistischen Volkswohlfahrt (NSV).
Von Juni bis November 1940 und August 1944 bis Januar 1945 war er Soldat. Im April 1948 wurde er als „Mitläufer“ entnazifiziert.
Seit November 1948 war er als Buchhalter berufstätig.
Von Oktober 1951 bis Oktober 1952 war er als Abgeordneter der nationalsozialistisch ausgerichteten SRP Mitglied der Bremischen Bürgerschaft. Die SRP löste sich in Erwartung ihres Verbots am 12. September auf, sie wurde am 23. Oktober 1952 als verfassungswidrig verboten.